# Liteni
Liteni is een stad (oraș) in het Roemeense district Suceava. De stad telt 10.325 inwoners.